# Muira Ubi
Muira Ubi ou Tabira (Igarassu, 1510 — Olinda, 1558) e batizada Maria do Espírito Santo Arcoverde, foi uma mulher indígena da etnia tabajara, nativa das terras que viriam a ser conhecidas como Capitania de Pernambuco, atualmente Brasil.

## Biografia
Muira Ubi foi filha do cacique Uirá Ubi, conhecido como chefe Arcoverde, do povo Tindara (ou Tindarana) da etnia Tabajara, da tribo que habitou Olinda. Os Tabajaras, são de origem tupi, se espalhando pela costa da Paraíba, Pernambuco e interior do Ceará. Ficou conhecida na história do Brasil por ter salvado a vida de  Jerônimo de Albuquerque, um administrador colonial português.
Após uma batalha contra os Tabajaras, Jerônimo de Albuquerque levou um flechada e perdeu um dos olhos, o que lhe rendeu, a partir de então, o apelido de "O Torto". Estando sob cárcere e condenado à morte, ele foi supostamente salvo por Muira Ubi, que teria se apaixonado por ele. Intercendendo junto a seu pai, ela solicitou que Jerônimo fosse poupado. A partir daquele momento, Muira e Jerônimo mantiveram uma relação amorosa por longo tempo. O casamento entre os dois assegurou uma situção de paz entre os tabajaras e os colonizadores portugueses.

## Batismo
Ao se casar com Jerônimo de Albuquerque, foi batizada na Igreja Católica. Assim, Muira Ubi recebeu o nome de "Maria do Espírito Santo Arcoverde" em homenagem à festa de Pentecostes, que se celebrava no dia de seu batismo. Desde então, seus descendentes também adotavam o apelido ou sobrenome "Arcoverde".

## Descendência
Da união com Jerônimo de Albuquerque nasceram oito filhos.  Entre seus descendentes, estão várias figuras notáveis da história brasileira, como o Cardeal Arcoverde, o Marquês de Pombal e Ariano Suassuna. Seus filhos foram:
- Catarina de Albuquerque, a Velha (Olinda, c. 1544 - Olinda, 6 de Abril/4 de Junho de 1614, sep. Capela de São João da Matriz do Salvador de Olinda). Se casou com o fidalgo florentino Filippo di Giovanni Cavlcanti, logo Felipe ou Filipe Cavalcanti (Florença, 12 de Junho de 1525 - Olinda, c. 1614). Os descendentes desse casal, são uma das maiores linhagens.
- Manuel de Albuquerque (c. 1546-?). Se casou com Maria de Mello, com descendência.
- André de Albuquerque (Recife, 1547-?). Foi duas vezes administrador colonial da capitania da Paraíba. Se casou com Catarina de Mello, com descendência, e com Isabel de Vasconcellos, com descendência.
- Izabel de Albuquerque (Olinda, c. 1550-?). Se casou com seu primo-irmão Felipe de Moura (Lisboa, c. 1548 - Olinda, 28 de Junho de 1618), capitão-mor de Pernambuco, com descendência.
- Jerônimo de Albuquerque Maranhão (Olinda, 22 de Abril de 1548 - Engenho Cunhaú, Cangaretama, Rio Grande do Norte, 11 de Fevereiro de 1618). Foi administrador colonial da capitania do Maranhão e do Grão Pará. Foi símbolo na luta contra a invasão francesa e um dos fundadores de Natal, no Rio Grande do Norte. Se casou com Catarina Pinheiro Feio (Pernambuco, c. 1553-?), com descendência.[14][15]
- Joanna de Albuquerque (Olinda, c. 1552 - Olinda, 31 de Maio de 1614). Se casou com Álvaro Fragoso (Lisboa, 1550 - c. 1608), com descendência.
- Antônia de Albuquerque (Olinda, c. 1553 - Olinda, 1593). Se casou com Gonçalo Mendes Leitão (?-1593), com descendência.
- Brites de Albuquerque (Olinda, c. 1554 - Olinda, c. 1596). Se casou com Gaspar Dias de Athayde, com descendência, e com o comerciante bávaro Sebald Linz von Dorndorf ou "Cibaldo Lins" (Augsburg, 1555 - 1595), com descendência.
- Antônio de Albuquerque. Se casou com Jerônima Rosa de Vasconcelos.
- Ana de Albuquerque. Se casou com Jerônimo de Vasconcelos.